# Казма
Казма', или Кадима' (араб. كاظمة‎) — поселение и район к северу от город Кувейт. Известен с VII века. как один из важнейших торговых портов Персидского залива. В настоящее время его определяет одноименный профессиональный футбольный клуб.
Казма впервые упоминается в 637 в связи с битвой между арабами и армией Сасанидов. В средневековье он стал крупным портом в 4 днях пути каравана от Басры. Здесь была построена крепость, город протянулся почти на 2 км вдоль берега моря. В XVI веке. роль торгового порта сильно снизилась из-за пиратства. Однако Казьма была отмечена на европейских карты XVIII века. Во время Первой мировой войны он использовался британцами для перевозки раненых на фронте Месопотамии.
В 1964 был основан футбольный клуб «Аль-Казма».